# Fluorure d'osmium(V)
Le fluorure d'osmium(V) est un composé chimique de formule OsF5. Il s'agit d'un solide bleu-vert cristallisé dans le système monoclinique selon le groupe d'espace P21c (no 14) avec pour paramètres a = 553 pm, b = 991 pm, c = 1 259 pm et β = 99,5°. Il est formé de tétramères constitués d'octaèdres unis par leurs sommets. Il fond à 70 °C en formant un liquide vert qui vire au bleu en chauffant davantage.
Le fluorure d'osmium(V) peut être obtenu en faisant réagir de l'hexafluorure d'osmium OsF6 avec de l'iode I2 dans du pentafluorure d'iode IF5 à 50 °C ou par photolyse du fluorure d'osmium(IV) OsF4 sous l'effet d'un rayonnement ultraviolet :
10 OsF6 + I2 ⟶ 10 OsF5 + 2 IF5.